# Troglocyclops janstocki
Troglocyclops janstocki is een eenoogkreeftjessoort uit de familie van de Halicyclopidae. De wetenschappelijke naam van de soort is voor het eerst geldig gepubliceerd in 1994 door Rocha C.E.F. & Iliffe.